# Bellator 54
 Bellator LIV  foi um evento de artes marciais mistas organizado pelo Bellator Fighting Championships, ocorrido em 15 de outubro de 2011 no Boardwalk Hall em Atlantic City, New Jersey. O evento foi transmitido ao vivo na MTV2.

## Background
O campeão Peso Galo do Bellator, Zach Makovsky, competiu em uma luta não válida pelo título nesse evento. Ele enfrentou o ex-competidor do UFC Ryan Roberts.
Esse evento contou com as semifinais do Torneio de Médios da Quinta Temporada.
Eddie Alvarez era esperado para fazer sua segunda defesa de título contra Michael Chandler neste card; porém, em 20 de Setembro, foi anunciado que Alvarez sofreu uma lesão e a luta foi passada para o Bellator 58.
Karl Amoussou era esperado para fazer sua estréia nos meio médios nesse evento contra Joey Kirwan. Porém, por motivos desconhecidos, Amoussou foi retirado da luta e foi substituído por Lewis Rumsy.